# Bale (Croàcia)
Bale (italià: Valle, anteriorment Valle d'Istria; istriot: Vale) és un poblament i municipi al sud-oest de la península d'Ístria a Croàcia.
Els orígens del nucli es troben en el castell romà de Castrum Vallis, construït per Caius Palcrus per a protegir la via de Pula a Poreč.
El municipi té una àrea total de 81,65 km² i una població d'1.127 habitants. El municipi és oficialment bilingüe, croat i italià, per això ambdós noms (Bale/Valle) són oficials. És també una de les darreres poblacions on encara es poden trobar parlants de la llengua pròpia de l'Ístria, l'istriot que rep el nom local de valese.
Bale és connectada a la xarxa d'autopistes croates per una sortida de l'autopista A9 (E751), part de l'anomenada "Y Ístria".
Entre els monuments locals es destacable l'església de l'Esperit Sant construïda al segle xv. Fòssils de dinosaure, en particular d'Histriasaurus, foren trobats prop de la ciutat i són exposats al museu local.